# Чмырь, Юрий Павлович
Юрий Павлович Чмырь (укр. Юрій Павлович Чмирь; род. 7 апреля 1972) — украинский политический деятель, народный депутат Украины V-го и VI-го созывов, председатель Сумской областной государственной администрации с апреля 2010 по декабрь 2013 года, заместитель Главы Администрации президента Украины по гуманитарным вопросам с декабря 2013 по февраль 2014 года, с ноября 2015 года депутат Сумского областного совета.

## Биография
Родился 7 апреля 1972 года в Макеевке Донецкой области.

### Образование
Образование высшее, в 1994 году окончил Донецкий государственный технический университет, квалификация — инженер-механик.

### Карьера
С 1996 по 1999 год — менеджер торгово-промышленного предприятия «Донагрострой».
С 2000 по 2003 год — менеджер, финансовый директор закрытого акционерного общества «Росмен».
С 2003 по 2005 год — первый заместитель председателя правления, председатель правления ОАО «АК  «Свема» (город Шостка).
В период с 2006 по 2010 год — народный депутат Украины V-го, и VI-го созывов. Был членом Комитета Верховной Рады Украины по вопросам финансов и банковской деятельности, членом Комитета Верховной Рады Украины по вопросам экономической политики.
Указом президента Украины Виктора Януковича от 6 апреля 2010 года назначен председателем Сумской областной государственной администрации; позже Указом президента от 16 декабря 2013 года назначен Заместителем главы Администрации президента Украины, курировал гуманитарный блок.
С 2010 по 2014 год председатель Федерации футбола Сумщины.
С 2015 по 2017 год — заместитель директора по финансовым вопросам ООО «Корн Фудз Интернешнл», с 2017 года — директор по экономике ООО «Хемикал Инвест Лимитед». На местных выборах 25 октября 2015 года, возглавляя список партии «Возрождение», избран депутатом Сумского областного совета.
Награждён государственной наградой Украины — орденом «За заслуги» III степени.